# جون دايفيد هينيسي
جون دايفيد هينيسي (بالإنجليزية: John David Hennessey)‏ هو صحفي أسترالي، ولد في 16 ديسمبر 1847، وتوفي في 31 يوليو 1935.